# 穆尔黑德 (艾奥瓦州)
穆尔黑德（Moorhead），美国艾奥瓦州莫诺纳县城市，位于该县南部。总人口226（2010年美国人口普查）。